# Lamelles de bambou

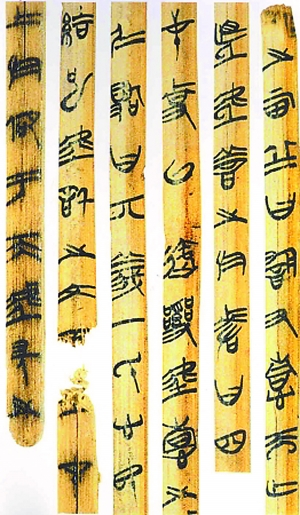
Extrait du Classique des vers (-Ve siècle au -IIIe siècle)

Les lamelles de bambou (chinois simplifié : 简牍 ; chinois traditionnel : 簡牘 ; pinyin : jiǎndú) étaient, avec celles en bois, les principaux supports pour les documents en Chine avant l'introduction généralisée du papier au cours des deux premiers siècles de notre ère. (La soie était parfois utilisée, mais elle était beaucoup trop chère). Les bandes de bambou longues et étroites portent généralement une seule colonne de texte écrit au pinceau, en caractères chinois. Pour les textes plus longs, les lamelles sont reliées l'une à l'autre avec du fil. Chaque lamelle a généralement la longueur d'une baguette et deux fois sa largeur. 
Les plus anciens exemples qui nous sont parvenus remontent au Ve siècle av. J.-C., à l'époque des royaumes combattants. Cependant, les références dans des textes antérieurs indiquent clairement que cette technique était déjà utilisée à la fin de la période Shang (à partir d'environ -1250). Les bandes de bois ou de bambou étaient le matériau d'écriture standard pendant la dynastie Han et de nombreux spécimens ont été retrouvés. Par la suite, le papier a commencé à les remplacer et au IVe siècle après J. -C., le bambou avait été largement abandonné comme support d'écriture en Chine.
La coutume de déposer des livres écrits sur des lamelles de bambou dans les tombes royales a préservé de nombreuses œuvres sous leur forme originale. Déjà, la découverte réalisée à Jizhong en 279 après J. -C. dans  la tombe du roi Xiang de Wei (Royaume de Wei) a eu une importance considérable dans la connaissance des anciens textes, notamment avec les annales de Bambou.

## Principales collections
| Collection                              | Province        | Découverte | Période                               |
| --------------------------------------- | --------------- | ---------- | ------------------------------------- |
| Mozuizi                                 | Gansu           | 1959       | Han orientaux                         |
| Lamelles de Yinqueshan                  | Shandong        | 1972       | Han occidentaux                       |
| Lamelles de bambou de Shuihudi (en)     | Hubei           | 1975       | Dynastie Qin                          |
| Shuanggudui (en)                        | Anhui           | 1977       | Han occidentaux                       |
| Écrits de Zhangjiashan                  | Hubei           | 1983       | Han occidentaux                       |
| Fangmatan                               | Gansu           | 1986       | État de Qin                           |
| Écrits sur bambou de Guodian            | Hubei           | 1993       | Fin des royaumes combattants          |
| Lamelles de bambou du musée de Shanghai | Hubei           | 1994       | Milieu à fin des royaumes combattants |
| Lamelles de bambou de Zoumalou          | Hunan           | 1996       | Royaume de Wu                         |
| Yinwan                                  | Jiangsu         | 1997       | Han occidentaux                       |
| Lamelles Qin de Liye                    | Hunan           | 2002       | Dynastie Qin                          |
| Lamelles de bambou de Tsinghua          | Hunan ou Hubei? | 2008       | Milieu à fin des royaumes combattants |

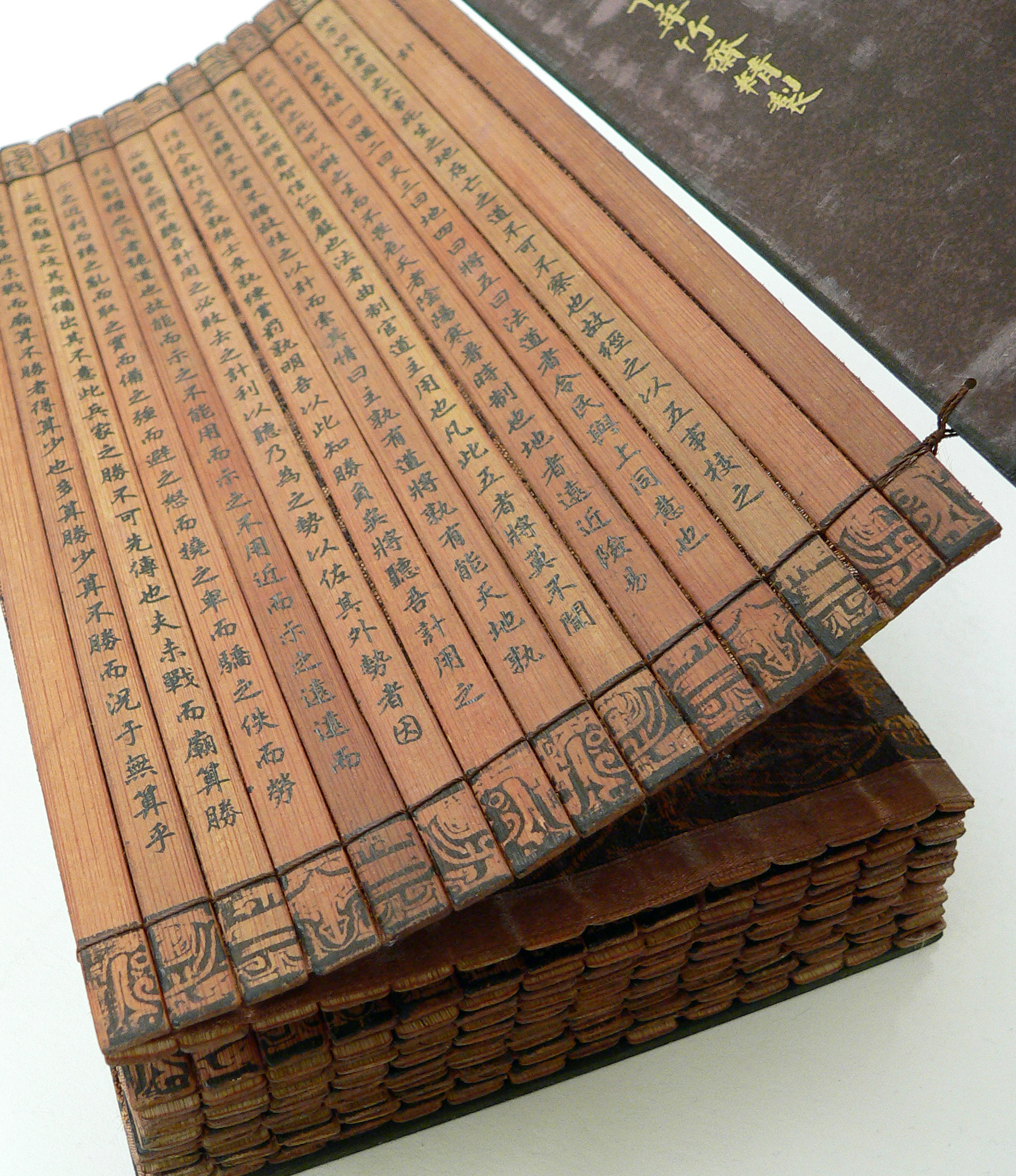
Édition moderne sur bambous de L'Art de la guerre

Un des accessoires utilisés pour écrire sur les lamelles de bambou était un petit couteau qui servait à effacer les erreurs et à apporter des modifications. Les couteaux décorés sont devenus le symbole de la fonction de certains fonctionnaires, indiquant qu'ils avaient le pouvoir de modifier et de changer les documents et les édits.